# Cleithracara
Genre
Cleithracara est un genre de poissons perciformes appartenant à la famille des Cichlidae.

## Liste d'espèces
Selon FishBase (1 Fev. 2016), World Register of Marine Species (1 Fev. 2016) et ITIS (1 Fev. 2016)
- Cleithracara maronii (Steindachner, 1881)